# Hold on My Heart
Singles de Genesis
Jesus He Knows Me
Hold on My Heart est un single du groupe Genesis extrait de l'album We Can't Dance. Il est classé no 16 au Royaume-Uni, no 12 aux États-Unis, no 19 en France et no 1 au Canada.
C'est le dernier single de Genesis à se placer dans le Top 20.

## Reprises
Daryl Stuermer, le guitariste-bassiste de Genesis en tournée depuis 1978, reprend la chanson en version instrumentale sur ses albums Another Side of Genesis (2000) et The Nylon String Sampler (2005).
Le tribute band allemand Still Collins, formé en 1995, incorpore la chanson dans son répertoire de concert,. Elle figure également sur ses albums Ballads And Love Songs Live (2006) et Live 2006 (2008).